# Ancelle dell'Amore misericordioso
Le ancelle dell'Amore Misericordioso (in spagnolo Esclavas del Amor Misericordioso) sono un istituto religioso femminile di diritto pontificio: le suore di questa congregazione pospongono al loro nome le sigla E.A.M.

## Storia
La congregazione fu fondata il 25 dicembre 1930 a Madrid da Speranza di Gesù Alhama Valera (1893-1983): l'istituto si diffuse rapidamente in Spagna, Italia, Germania e in America Latina.
Le ancelle dell'Amore Misericordioso ricevettero un primo riconoscimento dalla Santa Sede il 12 agosto 1949 e il pontificio decreto di lode il 5 giugno 1970.

## Attività e diffusione
Le finalità della congregazione, fissate nelle costituzioni elaborate nel 1968, sono l'istruzione e l'educazione cristiana della gioventù e l'assistenza ai malati.
Le religiose sono presenti in Europa (Germania, Italia, Spagna, Romania), nelle Americhe (Bolivia, Brasile, Canada, Cuba, Messico, Perù) e in India; la sede generalizia è a Roma.
Alla fine del 2008 la congregazione contava 344 suore in 45 case.